# Lynchia malagasii
Lynchia malagasii är en tvåvingeart som beskrevs av Maa 1969. Lynchia malagasii ingår i släktet Lynchia och familjen lusflugor.
Artens utbredningsområde är Madagaskar. Inga underarter finns listade i Catalogue of Life.